# Petliakov Pe-3
Petliakov Pe-3 (în limba rusă: Петляков Пе-3) a fost un avion vânătoare de noapte cu rază lungă de acțiune, fabricat și folosit de Uniunea Sovietică în cel de-al Doilea Război Mondial, o versiune a bombardierului de mare viteză Pe-2.

## Specificații
Caracteristici generale
- Echipaj: 2
- Lungime: 12,66 m
- Anvergură: 17,13 m
- Suprafața aripilor: 40,5 m2
- Greutate goală: 5.858 kg
- Greutate încărcată: 8.000 kg
- Motor: 1 x motor V-12 tip Klimov M-105 RA de 820 kW (1.100 CP)

Performanțe
- Viteza maximă: 530 km/h
- Raza de acțiune: 1.500 km
- Plafon practic de zbor: 9.100 m
- Timp de urcare: 6,65 min la 5.000 m.

Armament
- 1 x tun ShVAK de 20 mm
- 2 x mitraliere UBK de 12,7 mm în fuzelaj
- 1 x mitraliere UBT de 12,7 mm în turelă
- 1 x mitraliere ShKAS de 7,62 mm în coadă
- bombe: până la 700 kg